# پوشک بزرگسالان
پوشک بزرگسالان برای افراد بزرگتر از نوزاد استفاده میشود. این پوشک در شرایط مختلف مانند بی اختیاری ادرار اختلالات تحرکی اسهال شدید و خونریزی های شدید دوران زایمان و یا قبل یائسگی.. استفاده میشود.
پوشک بزرگسال اشکال مختلفی مثل شبیه پوشک های کودک،زیر شلواری(شورت پلاستیکی)، و ... ساخته میشود
در جامعه پزشکان سعی میکنند که به جای واژه پوشک از واژه (پوشک پلاستیکی) استفاده کنند چون واژه پوشک افکار منفی ایجاد میکند

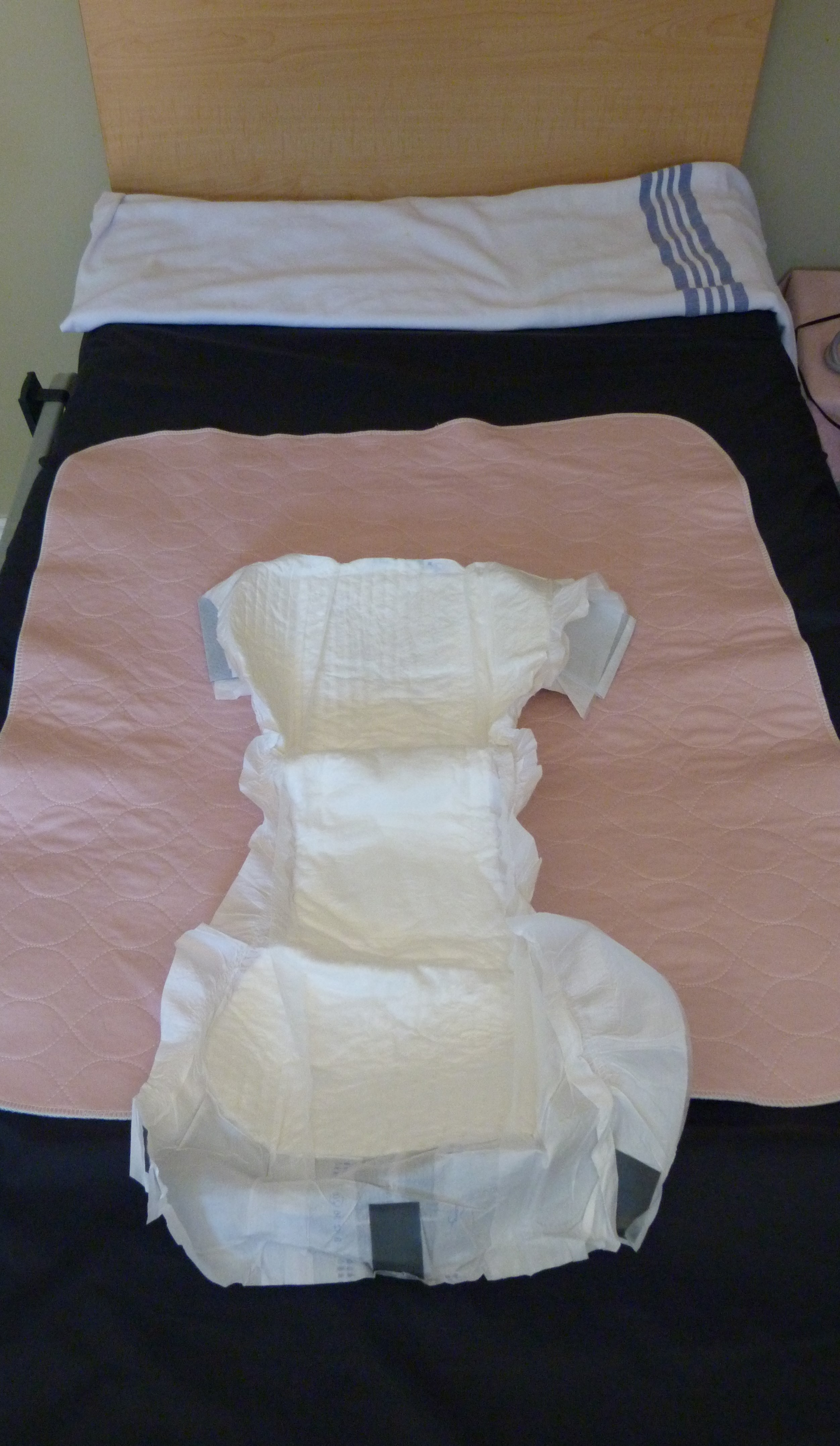
پوشک بزرگسال و پد (زیرانداز، تشکچه) جاذب ادرار در زیر پوشک روی یک تخت بیمارستانی

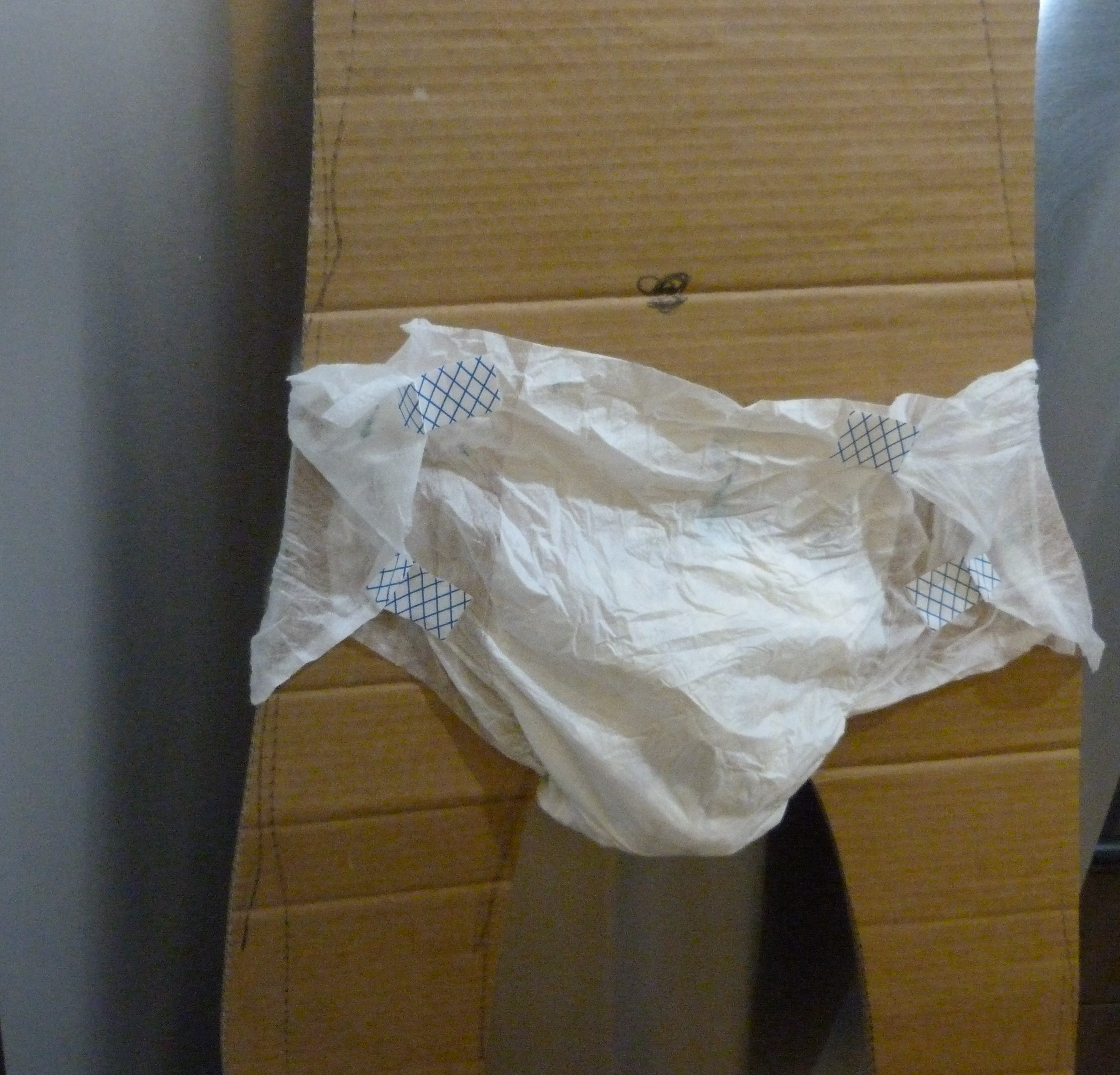
پوشک بزرگسال

## استفاده
افرادی که بی اختیاری ادرار یا مدفوع دارند نیاز به پوشک یا محصولات مشابه دارند چرا که قادر به کنترل مثانه یا روده های خود نیستند .افرادی که بستری هستند یا روی صندلی چرخدار هستند و نمی‌توانند به دستشویی بروند نیاز به پوشک دارند . افراید که مبتلا به اختلالات شناختی یا عقب افتادگی هستند نیز ممکن است نیاز به پوشک داشته باشند. محصولات جاذب بی اختیاری در طیف گسترده ای مانند لباس های زیر ،پوشک بزرگسال و ... در اندازه های مختلف تولید می شوند. پوشک های مخصوص برای شنا با عنوان پوشک شنا یا شورت پارچه در شنا شناخته می شوند و برای افرادی که بی اختیاری مدفوع دارند استفاده میشود ولی می‌تواند برای مهار ادرار موقت مفید باشد.بیشتر قابل شست‌وشو و استفاده مجدد هستند اما انواع یکبار مصرف آن نیز وجود دارند.

حتما پوشک مخصوص به جنسیت خود را خریداری کنید. پوشک‌ها برای افرادی که آلت تناسلی یا واژن دارند می‌تواند متفاوت باشد. ادرار تمایل دارد در نواحی مختلف پوشک بسته به آناتومی شما متمرکز شود. پوشک‌هایی که برای جنس‌های مختلف ساخته شده‌اند دارای بالشتک بیشتری در ناحیه مناسب هستند.

### فضانوردان
فضا نوردان نیز از پوشک استفاده میکنند نام این پوشک 
Maximum Absorbency Garments یا MAGs است برای استفاده در طول پرتاب یا فرود. در ماموریت های شاتل فضایی هر کدام از خدمه سه پوشک دریافت میکردند برای لحظه پرتاب ،لحظه فرود،و 1 پوشک یدکی برای مواقع لازم 
پارچه فوق العاده جاذب در پوشک یکبار مصرف میتواند تا 400 برابر وزن خود جذب کند توسعه داده شده تا در راه پیمایی های فضایی و فعالیت های اضافی فضای تا 6 ساعت بماند این پوشک ها مناسب زنان نبودند اما مردان رضایت خود را از پوشیدن پوشک اعلام کردند 
پس از دست گیری لیزا نواک مردم فهمیدند که فضا نوردان از پوشک استفاده میکنند زیرا او 900 مایل با پوشک بزرگسالان دویده بود و او در حالی که مشغول ادرار کردن در پوشکش بود دستگیر شد

### فیتیشیم و خوی بچه گانه
بعضی نیز پوشک را برای ارضا شدن جنسی یا دلایل عاطفی می پوشند. آن ها دوست دارند پوشک با اندام های جنسیشان در تماس باشد و در آن ادرار و مدفوع کنند که از این کار لذت می برند. بچه میشوند و شیر میخورند.

## موارد دیگر استفاده
- سربازانی که تحت هیچ شرایطی نباید پست خود را ترک کنند از پوشک استفاده می‌کنند
- زنانی که تازه زایمان کردند یا اینکه خونریزی‌های خیلی شدید و غیرقابل مهار با نوار بهداشتی‌های معمولی دارن
- کسانی که سخنرانی‌های طولانی می‌کند مثلاً استورم تورموند که حدود ۲۴ ساعت سخنرانی کرد
- برخی زندانیان که باید اعدام بشوند از پوشک اعدام برای جمع‌آوری مایعات بدن قبل و بعد از اعدام استفاده می‌کنند
- غواصان نیز پوشک می‌پوشند زیرا چندین ساعت زیر آب هستند
- خلبانانی که پروازهای طولانی دارند پوشک می‌پوشند
- در سال ۲۰۰۳ مجله خطرات گزارش داد که کارگران در صنایع مختلف به پوشیدن پوشگ گرفتار شدند زیرا کارفرمایان آنها به آنها اجازه دستشویی نمی‌دهند آنها بایر ۱۰ درصد از درآمد خود را صرف پد بی‌اختیاری (پوشک) می‌کردند
- رسانه‌های چینی اعلام کردند که پوشک بهترین راه برای جلوگیری از ایستادن در صف‌های طولانی دستشویی قطار است
- در المان بیماران جوان مست پوشک می‌شوند
- افراد مسن از پوشک استفاده می‌کنند تا مطمئن شوند که شلوارشان را کثیف نمی‌کنند

در سبک زندگی BDSM نیز استفاده می‌شود

## در ژاپن
در ژاپن با کاهش نرخ زاد و ولد و بیش از ۲۵ درصد از جمعیت بالای ۶۵ سال، پوشک بزرگسالان بیشتر از پوشک بچه فروخته می‌شود.